# Caserna

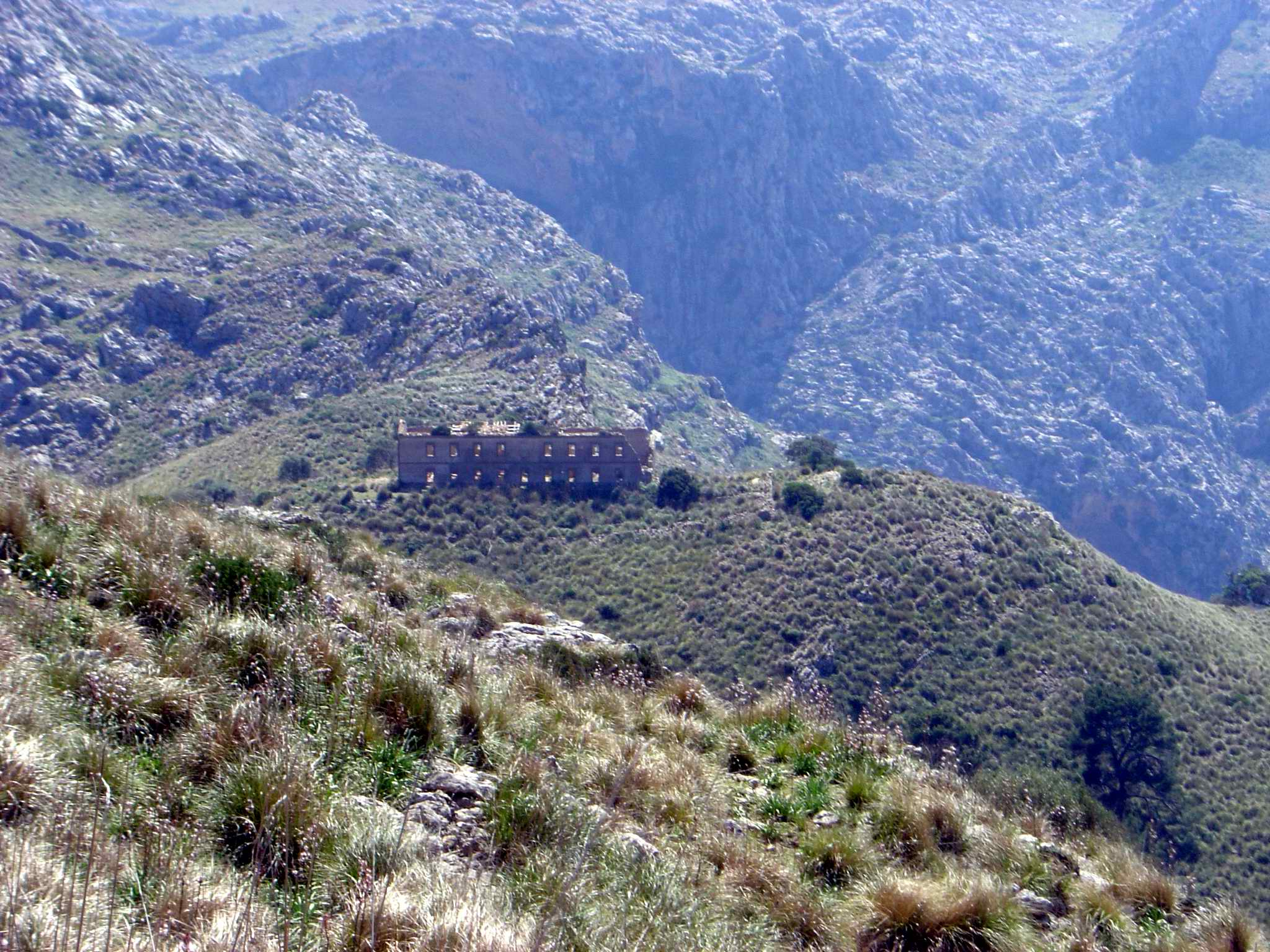
Antiga caserna dels carrabiners a Escorca (Mallorca)

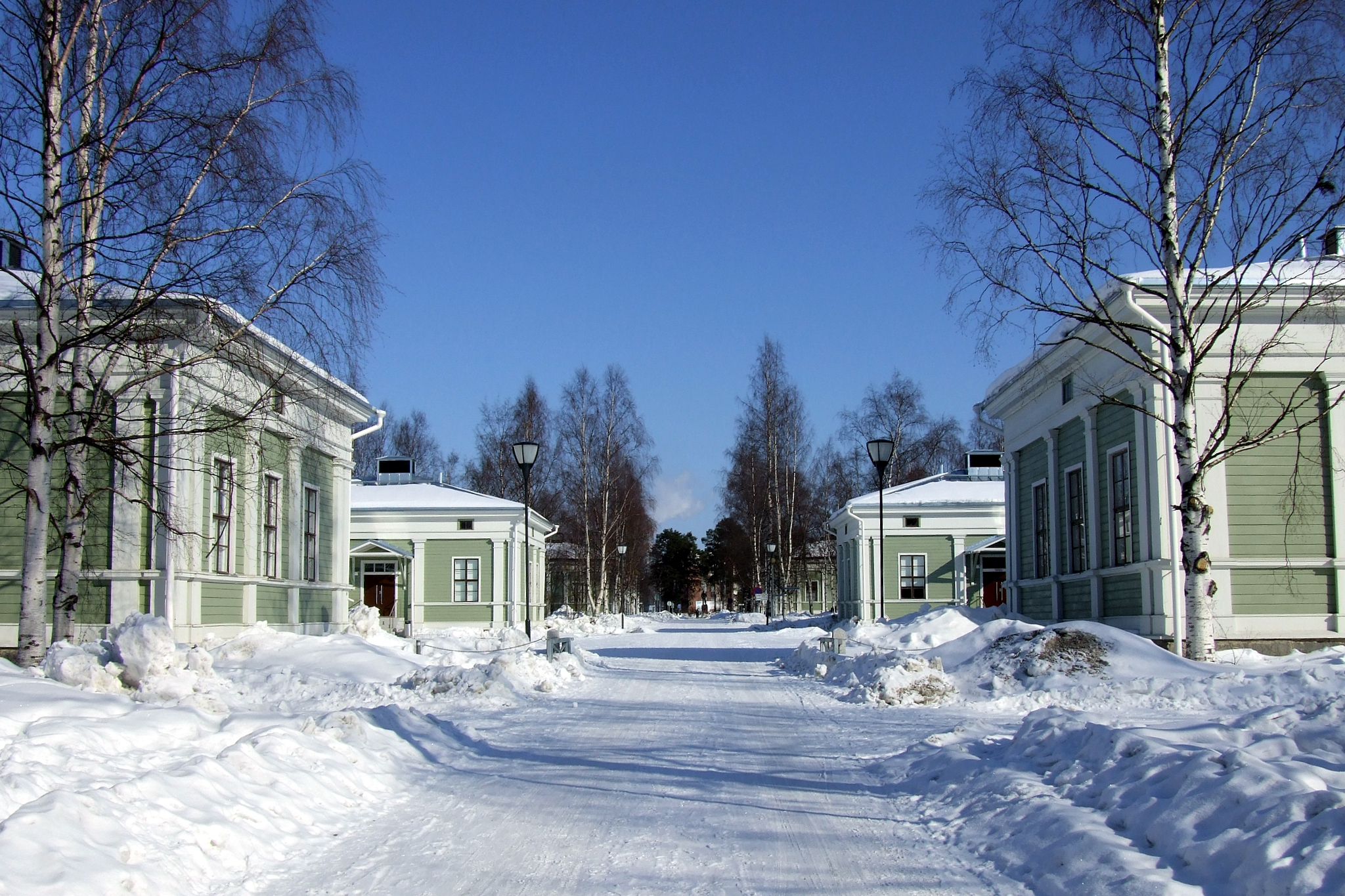
Antiga caserna a Oulu (Finlàndia)

Una caserna o quarter és un edifici militar o un conjunt orgànic d'edificis i infraestructures destinades a l'habitatge o allotjament, l'activitat o l'educació de les tropes i les forces de policia o totes aquestes coses alhora, fins i tot en els períodes en què no participen directament en activitats operacionals, sinó en tasques de formació i altres tasques genèricament relacionades amb les finalitats institucionals que se li assignen. Secundàriament la caserna es coneix també com a «quarter», mot, però, que té altres accepcions. Caserna és el mot més habitual amb què es designa aquesta mena de bastiments.

## Etimologia
Les hipòtesis sobre l'origen del terme quart són variades. La més acreditada afirma que el terme es deriva del llatí quaterna - a través del francès caserne - amb el significat de "estança destinada a quatre soldats". Altres hipòtesis fan derivar el terme de la fusió entre "casa" i "arma" o de l'àrab al-Qasr, que significa "el castell". El terme quarter, en llenguatge militar, ara és obsolet, però sobreviu en definicions com quarter general i en expressions figurades com ara "guerra sense quarter" o "donar quarter", en què el mot pren el significat de treva o refugi.

## Història
Les primeres casernes, com les de la Guàrdia Pretoriana romana es van construir per mantenir les forces d'elit. Hi ha nombroses restes de casernes de l'exèrcit romà en forts fronterers com Vercovicium i Vindolanda. D'aquestes i de les fonts romanes contemporànies podem veure que les bases de la vida en un campament militar s'han mantingut constants durant milers d'anys. A l'inici del període modern, van formar part de la revolució militar que els estudiosos creuen que va contribuir decisivament a la formació de l'estat-nació augmentant la despesa de manteniment dels exèrcits permanents. Les grans casernes permanents van ser desenvolupades al segle XVIII pels dos estats dominants de l'època, França el caserne i Espanya el cuartel. El terme anglès barrack, en canvi, deriva de la paraula castellana per a un refugi temporal erigit pels soldats en campanya, barraca, però el temor que un exèrcit permanent a les casernes seria una amenaça per a la constitució, les casernes no es van construir generalment a Gran Bretanya fins al 1790, la vigília de les guerres napoleòniques.
Les primeres casernes eren blocs de diversos pisos, sovint agrupats en un quadrilàter al voltant d'un pati o plaça d'armes. Un bon exemple és Berwick Barracks, que va ser un dels primers a Anglaterra a ser especialment construït i va començar en 1717 segons el disseny del distingit arquitecte Nicholas Hawksmoor. Durant el segle xviii, la creixent sofisticació de la vida militar va conduir a habitatges separats per a diferents rangs (els oficials sempre tenien habitacions més grans) i habitacions matrimonials; així com la dotació d'edificacions especialitzades com menjadors i cuines, banys, menjadors, escoles, hospitals, armeries, gimnasos, picadors i quadres. El concepte del pla del pavelló del disseny de l'hospital va influir en la planificació de la caserna després de la Guerra de Crimea. Abans de 1780, aquests tipus d'habitatges no eren coneguts extensament a la Gran Bretanya. Les casernes en forma de blocs d'edificis van ser utilitzats per allotjar tropes en fortaleses al Canadà superior.
Els primers camps d'entrenament a gran escala es van construir al Regne de França i a Alemanya a principis del segle xviii. L'exèrcit britànic va construir els camps d'Aldershot a partir de 1854.
A la Primera Guerra Mundial, els regiments d'infanteria, artilleria i cavalleria tenien casernes separades. Les primeres casernes navals eren cascos de vells velers de fusta; però aquests allotjaments insalubres van ser reemplaçats per grans barracons navals a les principals ciutats drassanes d'Europa i els Estats Units, generalment amb hamaques en lloc de llits.
Aquests eren inadequats per als enormes exèrcits mobilitzats després de 1914. Els campaments de cabanes es van desenvolupar utilitzant variacions de la cabanya Nissen del mateix nom, feta de fusta o ferro corrugat.

## Militar
En moltes forces militars, tant el personal de NCO com el de SNCO sovint s'allotgen en barracons per a servei o entrenament. Els oficials sovint s'encarreguen de garantir que les casernes i el personal es mantinguin ordenades. Els sotsoficials júniors allistats sovint reben menys espai i poden allotjar-se a badies, mentre que els sotsoficials i oficials sèniors poden compartir o tenir la seva pròpia habitació. El personal subaltern allistat generalment s'encarrega de la neteja de les casernes.
El terme "poble de guarnició" és una expressió comuna per a qualsevol poble que tingui casernes militars, és a dir, una presència militar permanent a prop.

### Presó
Els blocs de cel·les de les presons sovint es construeixen i organitzen com barraques, i algunes presons militars poden tenir "barraques" en el seu nom, com les Casernes Disciplinàries dels Estats Units de Leavenworth.

## Tipus de casernes
- Caserna de la salut: Paratge defensat del risc on es refugien els soldats que no volen lluitar ni arriscar-se.
- Caserna de queviures: Lloc que assenyala el general en cap per a la reunió i seguretat dels vivers que s'han de repartir a les tropes.
- Caserna general: Cantó, punt o camp on s'estableix amb el seu Estat Major el general en cap de l'exèrcit.
- Casernes d'hivern: Acantonament total de les tropes d'un exèrcit en campanya efectuat a fi de suspendre les operacions durant l'hivern.
- Caserna mestra o Caserna mestre general: Antiga ocupació d'oficial general encarregada de prevenir i arreglar mapes, plànols i notícies instructives de les circumstàncies, qualitat i situacions del país en què s'ha de fer la guerra i de formar el pla de campanya i el de la marxa i campaments de l'exèrcit.
- Caserna real: Punt o camp en què s'estableix l'allotjament del sobirà quan es troba aquest a l'exèrcit.[2]

## Al món

### Canadà
Les casernes es van utilitzar per albergar tropes en fortes durant el Període de l'Alt Canadà. Abans i durant la Guerra de 1812, el Tinent governador John Graves Simcoe i el Major general Isaac Brock van supervisar la construcció de Fort York a ribes del llac Ontario a l'actual Toronto. Hi ha diverses casernes de l'exèrcit britànic supervivents construïts entre 1814 i 1815 en aquest lloc actualment. Es van construir diverses casernes de pedra calcària a mitja milla a l'oest de Fort York el 1840, només una de les quals sobreviu. L'exèrcit britànic va lliurar "New Fort York", com es deia el segon fort, a la Milicia canadenca en 1870 després de la Confederació canadenca.
La Stone Frigate, completada en 1820, va servir com a caserna breument en 1837-1838, i va ser condicionada de nou com a dormitori i aules per albergar el Col·legi Militar Reial del Canadà per 187 La Stone Frigate és un gran edifici de pedra dissenyat originalment per albergar equips i aparells dels vaixells de guerra britànics desmantellats per complir amb el Tractat Rush-Bagot.

### Estats Units
Mentre són a l'entrenament bàsic ia vegades l'entrenament de continuació, els efectius militars viuen a casernes. Els cossos de marina dels Estats Units, així com la força aèria (llevat dels aprenents d'oficial), tenen unitats de l'entrenament bàsic separades per gènere. Això diferència de l'exèrcit dels Estats Units, del guardacostes i de l'armada de guerra, on els reclutes masculins i femenins entrenen i comparteixen les casernes durant el període bàsic, però se separen durant el temps personal i en apagar els llums. Tot i això, totes les branques de l'exèrcit integren membres masculins i femenins després del camp de proves i de la primera assignació.
La tendència d'avui dia als militars dels Estats Units és contenir només els solters allistats de baixa graduació en casernes llevat que estigui requerit per raons de necessitat militar. S'espera que els sotsoficials solters i els joves de més alta graduació allistats trobin generalment allotjament fora de la base. Els que resideixen a casernes ara gaudeixen generalment de quarts individuals d'acord amb les pautes del Ministeri de Defensa dels Estats Units. El cos de marina sovint és l'excepció a aquesta pràctica.

### Espanya
Algunes de les edificacions que han estat utilitzades o són utilitzades com a casernes per l'exèrcit d'Espanya al llarg de la història d'Espanya són:

### A Espanya
- Cuartel del Conde-Duque, (Madrid)
- Caserna General de l'Exèrcit de l'Aire i de l'Espai
- Alcàsser de Toledo
- Alcàsser de Segòvia
- Caserna de la Montaña
- Palau de l'Aljaferia, Saragossa
- Ciutadella de Jaca o Castell de Sant Pere Jaca
- Castell de Montjuïc
- Casa Gran del Carme (Sevilla)
- Arsenal de Cartagena
- Caserna de Colmenar, Gran Canària, Illes Canàries
- Fort de Camells, a Melilla

### Fora d'Espanya

#### Colòmbia
- Castell San Felipe de Barajas a Cartagena de Indias

#### Cuba
- Castell de San Carlos de la Cabaña
- Castell dels Tres Reis del Morro

#### Filipines
- Fort Santiago

#### Puerto Rico
- Castell San Felipe del Morro

### França
Fins a mitjan segle xvii, els soldats de l'exèrcit francès solien viure amb els habitants de la seva ciutat de guarnició. A poc a poc, davant les dificultats que comportava aquest sistema, els municipis van reservar un barri de la ciutat amb un determinat nombre de cases perquè visquessin les tropes. És el que es deia "aquarterar les tropes" o "aquarterar-les". Aquest sistema sempre va ser inadequat per allotjar un gran nombre de soldats. Les ciutats van començar a convertir graners i edificis buits en casernes i, finalment, a construir edificis per allotjar les tropes.
Les primeres casernes es van construir sota el regnat de Lluís XIV. Per real ordre de 3 de desembre de 1691, es van construir casernes per albergar a les Gardes-Françaises.
A principis del segle xix (cap a 1820), el territori francès comptava amb suficients casernes per albergar totes les tropes.

### Polònia
A Polònia, les casernes es representen generalment com un complex d'edificis, cadascun dels quals consta d'una entitat separada o un local administratiu o comercial. Com a exemple, el Complex de Casernes a Września.

### Portugal
Cadascuna de les bases de l'Exèrcit portuguès es coneix com un "quartel" (quarter). En una caserna, cadascun dels edificis de dormitoris s'anomena caserna. La majoria són casernes de regiment, constituint el component fix del sistema de forces de l'Exèrcit i són responsables de l'ensinistrament, el suport i el suport general a l'Exèrcit. A més dels cossos administratius, logístics i d'instrucció del regiment, cada caserna pot acollir una o més unitats operatives (batallons operatius, companyies independents o unitats equivalents). Encara que hi ha blocs d'habitatges dins del perímetre d'algunes casernes de regiment, la pràctica habitual portuguesa és que els membres de les Forces Armades visquin fora de les bases militars amb les seves famílies, inserits a les comunitats civils locals.
Moltes de les casernes del regiment portuguès són d'un model desenvolupat per l'antiga Comissió Administrativa per a les Noves Infraestructures de les Forces Armades (CANIFA). Per això, comunament es denominen "Casernes tipus CANIFA". Aquest tipus de casernes es van construir a les dècades de 1950 i 1960, seguint un model arquitectònic estandarditzat, normalment amb una superfície d'entre 100.000 i 200.000 metres quadrats, incloent-hi edifici seu, caseta de vigilància, menjador general, edifici d'infermeria, taller i edifici de garatge, un edifici de cases per a oficials, un edifici de cases per a sergents, de tres a deu casernes de rang i arxiu, camps de tir i instal·lacions esportives. De mitjana cada caserna tipus CANIFA estava destinada a albergar al voltant de 1.000 soldats i el seu respectiu armament, vehicles i altres equips.

### Regne Unit
Als segles XVII i XVIII hi va haver preocupacions al voltant de la idea d'un exèrcit permanent allotjat a casernes; en canvi, la llei preveia que les tropes fossin rutinàriament bitlletades en petits grups en posades i altres llocs. Les preocupacions eren diverses: polítiques, ideològiques i constitucionals, provocades pels records del Exèrcit Model Nou de Cromwell i de l'ús de tropes en el regnat de Jaume II per intimidar àrees de la societat civil. A més, les grans casernes urbanes estaven associats amb monarquies absolutistes, on podien veure's com un emblema del poder sostingut a través del poder militar, i hi havia una sospita constant que reunir els soldats a les casernes podria encoratjar la sedició).
Tot i això, alguns "allotjaments per a soldats" es van construir a la Gran Bretanya en aquest moment, generalment adjunts a fortificacions costaneres o palaus reals. El primer ús registrat de la paraula 'barracks' (quarter) en aquest context va ser per a la caserna irlandesa, construït al recinte de la Torre de Londres el 1669. A l'Ordnance Office (responsable de la construcció i manteniment de casernes) Bernard de Gomme va exercir un paper clau en el desenvolupament d'un estil 'domèstic' de disseny de caserna a la segona meitat del segle xvii: va proporcionar blocs de caserna per a llocs com Plymouth Citadel i Tilbury Fort, cadascun amb files d'habitacions quadrades disposades en parells en dos pisos, acomodant una Companyia d'una seixantena d'homes, quatre per habitació, dos per llit. Es van proporcionar mobles estàndard i cada habitació tenia una reixeta que es feia servir per escalfar i cuinar.